# Ain't She Sweet
"Ain't She Sweet" é uma canção escrita por Milton Ager e Jack Yellen em 1927. Ela tornou-se muito popular na metade do século XX. 

## Versão dos Beatles
A versão mais famosa da canção foi feita pelo grupo de rock The Beatles. Os Beatles gravaram a canção no dia 23 de junho de 1961 em Hamburgo na época que ainda não eram famosos. John Lennon está nos vocais principais da canção e na bateria estava Pete Best.

### Posição nas paradas musicais

#### Paradas semanais
| Parada (1964)                      | Melhor posição |
| ---------------------------------- | -------------- |
| Austrália (Kent)                   | 16             |
| Canadá (RPM Top Singles)           | 20             |
| Suécia (Kvällstoppen Chart)        | 4              |
| Reino Unido (UK Singles Chart)     | 29             |
| Estados Unidos (Billboard Hot 100) | 19             |